# Kurt Poltiniak
Kurt Poltiniak (* 7. Juli 1908 in Cöpenick bei Berlin; † 11. März 1976 in Potsdam) war ein deutscher Karikaturist und Illustrator.

## Leben
Poltiniak wurde 1908 geboren. An der Handwerker- und Kunstgewerbeschule besuchte er erste künstlerische Kurse. Im Anschluss studierte Poltiniak an der Kunsthochschule Berlin und arbeitete dann als Gebrauchsgrafiker und freischaffender Pressezeichner unter anderem für den „Roten Pfeffer“ und den „Wahren Jacob“. 1931 trat er in die KPD ein. Er war Mitglied der Assoziation revolutionärer bildender Künstler Deutschlands. 1933 wurde er im KZ Oranienburg interniert und von den Nationalsozialisten mit einem Berufsverbot belegt. Dem widerspricht jedoch der Umstand, dass er 1941 als Teilnehmer der Ausstellung Die Pressezeichnung im Krieg im Berliner Haus der Kunst verzeichnet ist.
Nach dem Krieg zeichnete Poltiniak für die Zeitung „Tägliche Rundschau“ der Sowjetischen Militäradministration in Deutschland (SMAD). Er gehörte zum Gründerkreis des Satireblatts „Frischer Wind“, dem 1954 der „Eulenspiegel“ folgte.
Ein Teil seines zeichnerischen Nachlasses liegt bei der Stiftung Haus der Geschichte der Bundesrepublik Deutschland.

## Auszeichnungen
- 1958: Vaterländischer Verdienstorden in Bronze (III. Stufe)
- Vaterländischer Verdienstorden in Silber (II: Stufe)
- 1957, 1963: Theodor-Fontane-Preis für Kunst und Literatur des Bezirks Potsdam
- 1962: Kunstpreis der DDR

## Buchillustrationen (Auswahl)
- Konradjoachim Schaub: Nicht immer geht es gut. Berlin 1941.
- WalterJahn: Morgen vielleicht du. Berlin 1941.
- Alfred Hein: Ruhig Blut, Gustav!, Berlin 1944.
- Wir fahren auf Land, Plauen. Sachsenverlag, Plauen, 1945 (Leporello)
- Ingeborg Kauerhof (Auswahl): Bauernregeln. Deutscher Bauernverlag, Berlin, 1946
- Kurt Runge: Die treulose / treue Tomate. Deutscher Bauernverlag, Berlin, 1946
- Hede Fingerle: Die Geheimnisse des Dr. IX. Eine ganz rätselhafte Geschichte. Erich Schmidt Verlag, Berlin - Bielefeld 1949.
- Heinrich Hoffmann: Der Struwwelpeter, Lessing-Verlag, Berlin, 1947
- Leonid Lentsch: Humoresken. Eulenspiegel-Verlag, Berlin, 1955
- Hans Seifert: So ein Betrieb. Vor Feierabend beobachtet - nach Feierabend zu lesen. Eulenspiegel-Verlag Berlin, 1960.

## Ausstellungen in der DDR (Auswahl)

### Einzelausstellungen
- 1984: Potsdam, Staudenhofgalerie (Karikatur und Grafik)

### Ausstellungsbeteiligungen (Auswahl)
- 1951/1952: Berlin, Museumsbau am Kupfergraben („Künstler schaffen für den Frieden“)
- 1953 bis 1973: Dresden, Dritte Deutsche Kunstausstellung bis VII. Kunstausstellung der DDR
- 1954: Berlin, Zentrales Haus der Deutsch-Sowjetischen Freundschaft („I. Deutsche Karikaturenausstellung“)
- 1965: Berlin, INTERGRAFIK
- 1968: Halle/Saale, Staatliche Galerie Moritzburg („Sieger der Geschichte“)
- 1969 und 1974: Potsdam, Bezirkskunstausstellungen
- 1970: Berlin, Altes Museum („Im Geiste Lenins“)
- 1975: Schwerin, Staatliches Museum („Farbige Grafik in der DDR“)
- 1985: Erfurt, Gelände der Internationalen Gartenbauausstellung („Künstler im Bündnis“)